# Lancaster, Texas
Lancaster là một thành phố thuộc quận Dallas, tiểu bang Texas, Hoa Kỳ. Năm 2010, dân số của xã này là 36361 người.

## Dân số
- Dân số năm 2000: 25894 người.
- Dân số năm 2010: 36361 người.